# The Awesome Adventures of Captain Spirit
The Awesome Adventures of Captain Spirit (Las increíbles aventuras de Captain Spirit) es un videojuego de aventura gráfica, desarrollado por Dontnod Entertainment y publicado por Square Enix, que salió a la venta el 26 de junio de 2018 para Microsoft Windows, PlayStation 4 y Xbox One como un spin-off independiente para los juegos de Life Is Strange.

## Premisa
Tomando lugar en el mismo universo que Life Is Strange, La trama gira en torno a Chris, un niño de diez años que sueña con ser un superhéroe.. Las elecciones que haga el jugador en este juego también tendrán consecuencias en el próximo juego de Life Is Strange 2.
Tiene lugar entre los episodios 1 y 2 del juego principal.

## Desarrollo
Según el desarrollador Dontnod Entertainment, The Awesome Adventures of Captain Spirit cumplió un deseo de expandir el universo de Life Is Strange, que surgió durante la producción de Life Is Strange 2.

## Liberación
The Awesome Adventures of Captain Spirit fue revelado en la conferencia de prensa de Microsoft en el Electronic Entertainment Expo el 10 de junio de 2018. Su estreno está previsto para el 26 de junio de 2018. Durante la conferencia de prensa, Dontnod Entertainment también anunció que más información sobre The Awesome Adventures of Captain Spirit será revelada durante la Electronic Entertainment Expo 2018. (E3 2018), que tendrá lugar del 12 al 14 de junio de 2018.